# (21958) Tripuraneni
(21958) Tripuraneni est un astéroïde de la ceinture principale d'astéroïdes.

## Description
(21958) Tripuraneni est un astéroïde de la ceinture principale d'astéroïdes. Il fut découvert le 15 novembre 1999 à Socorro (Nouveau-Mexique) par le projet LINEAR. Il présente une orbite caractérisée par un demi-grand axe de 2,55 UA, une excentricité de 0,10 et une inclinaison de 9,4° par rapport à l'écliptique.

## Compléments